# 戦友の遺骨を抱いて

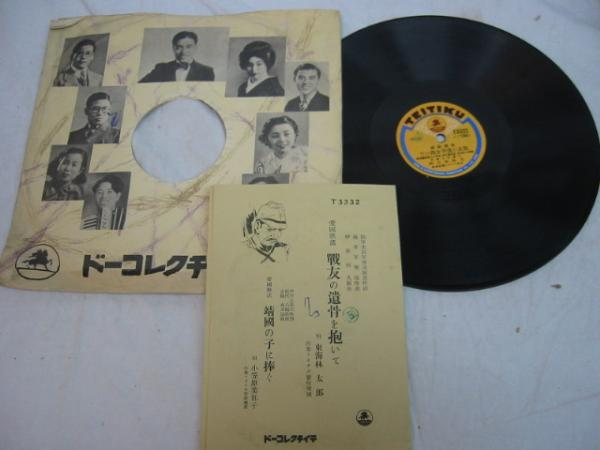
テイチク盤

戦友の遺骨を抱いて（せんゆうのいこつをだいて）は、1942年（昭和17年）に作られた軍歌。作詞：逵原実（辻原実）、作曲：松井孝造。
2種類の旋律を4社が競作でレコード化した。

## 製作
1942年2月16日、マレー作戦に従軍していた辻原実は、自分が詠んだ七五調の歌詞を記した手帳を、前日の山下・パーシバル会見の取材のためジョホール・バルに来ていたマレー軍宣伝班に託し、「物になったら何とかしてもらえんでしょうか」と依頼した。
宣伝班の長屋操は、「暗い歌詞だが、云うことだけは、いやに本当のことを云っていて迫力がある。七五調だから曲づけは易しいだろう」と考えて、陣中新聞の編集部に「建設戦」誌上での歌曲の募集を依頼した。しかし適当な曲が集まらなかったため、海軍軍楽隊に曲付けを依頼することになり、AとBの2つの曲案を受け取った。
宣伝班では曲Aを採用し「建設戦」で発表したところ、忽ち全軍に広がり、内地でも歌われているのがわかった。曲Bは海軍軍楽隊に返還したが、この曲も後にテイチクのレコードとして発表された。

## 歌詞の内容
シンガポール入城のおり、戦死した戦友を悼みつつ、彼の遺品の国旗を山の上に立てるという内容である。
井伏(1998)は長屋操の言として、以下のように記している。
病院の兵隊に一番うけるのは、「暁に祈る」と「遺骨を抱いて」の2つである。マレー人やユーラシア人の歌手が「ああ堂々の輸送船、はるかに拝む宮城の…」というところを歌って行くと兵隊は涙ぐんで来る。「ああ大君のおんために…」のところに来ると、日本軍隊では歌う兵隊が直立不動の姿勢をとるから、マレー人やユーラシアンの女の歌手もその通りにして歌う。すると凄い拍手が湧き起こる。シンガポール攻略戦で負傷した兵隊は、「遺骨を抱いて」を歌うとき、「まだ進撃はこれからだ…」というところに来ると、わっと泣き伏してしまうのがある。一番よく泣かせる歌と云った方がいいかもしれぬ。日本軍がシンガポールを陥落させさえすれば、戦争は終わると思い込んでいた兵が多かったからだろう。罪なことをしたものだ。「まだ進撃はこれからだ」と云うところに、恨めしさが籠もっている。

## レコード化
レコードは、軍楽隊でのコンクールで次席となった進軍調の作品がコロムビア（1942年3月31日録音、6月20日発売、7月新譜）とテイチク（1942年4月3日録音、5月15日発売、6月新譜）から発売され、松井作品は一年近く遅れてビクター（1943年3月20日発売、4月新譜）とポリドール（3月10日発売、臨時発売）から発売された。
始めは、テイチク東海林太郎の盤がリードしたが、戦局の推移と共に、哀調の帯びたポリドール石井亀次郎の盤に人気が集中、現在歌われるのはこちらが主流となっている。

### 吹き込み歌手
- コロムビアレコード: 酒井弘
- ビクターレコード: 鳴海信輔、斎田愛子
- ポリドールレコード: 石井亀次郎
- テイチクレコード: 東海林太郎

## 原作者探し

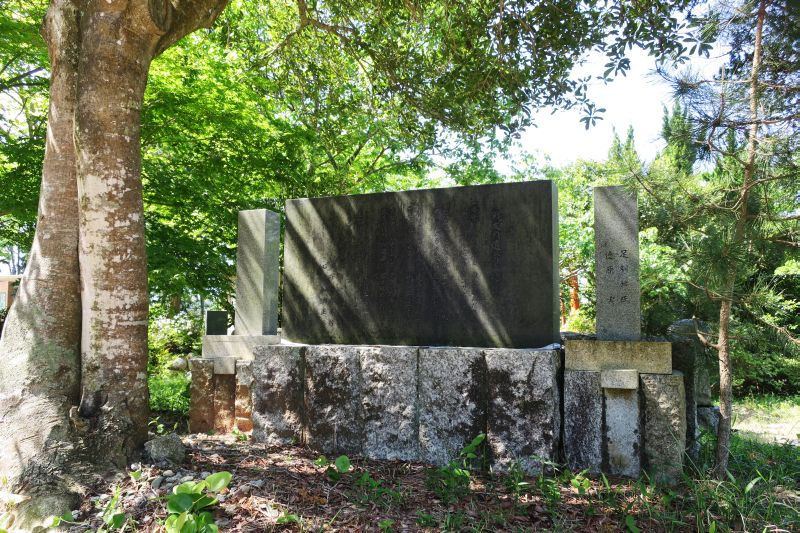
しあわせの宮に建つ歌碑（三重県多気町）

長崎の病院の入院患者がこの歌を上手に歌っていたことから、原作者ではないか、と噂になり、当人が「曲と歌を書いておいた手帳を落としてしまい、その手帳を誰かが拾って皆に歌われるようになった」と説明したことが日本テレビで紹介された。
これを知った長屋操は、戦後になって本当の原作者を探し歩き、伊勢松阪で逵原実元軍曹を訪ねあてて作詞の経緯を確認した後、作曲家を探すことにした。長屋は、「曲は暗さが先に立つため、東北出身ではないか」という当て推量で東北各地を探し歩き、探し始めてから8-9年目にセレタ軍港に駐屯していた海軍軍楽隊員のうち、作曲の任にあたった松井孝造という秋田県横手町の元一等兵曹を探し出した。